# New Years Day
New Years Day – amerykański zespół rockowy, założony w 2005 roku w Anaheim w Kalifornii. Zadebiutowali w 2006 roku wydając EP, a rok później ukazał się ich debiutancki album „My Dear”. Grupa gra muzykę z pogranicza pop-rocka, indie rocka, rocka alternatywnego, pop-punku, heavy metalu, metalu gotyckiego, metalcore, rocka i nu metalu.

## Muzycy
| Obecny skład zespołu - Ashley Costello – wokal prowadzący (od 2005) - Nikki Misery – gitara (od 2011) - Jeremy Valentyne – gitara, wokal wspierający (od 2015) - Frankie Sil – gitara basowa (od 2016) - Joshua Ingram – perkusja (od 2016) |  | Byli członkowie zespołu - Tyler Burgess – gitara basowa, wokal wspierający (2014–2015), gitara (2014) - Keith Drover – gitara, instrumenty klawiszowe, wokal wspierający (2005–2007) - Dan Arnold – gitara (2007–2011) - Matthew Lindblad – gitara (2011) - Mike Schoolden – gitara, wokal wspierający (2005–2007) - Mikey „13” – gitara (2007–2011) - Jake Jones – gitara (2011–2014) - Eric Seilo – gitara basowa (2005) - Adam Lohrbach – gitara basowa, wokal wspierający (2005–2007) - Russell Dixon – perkusja (2005–2013) - Nick Turner – perkusja (2013–2014) - Nick Rossi – perkusja (2014–2015) - Trixx Daniel – perkusja (2015–2016) - Anthony Barro – gitara basowa, wokal (2007–2014) |

## Dyskografia
Albumy studyjne
| My Dear                     | - Data: 8 maja 2007 - Wydawca: TVT                             | —  |                 |
| Victim to Villain           | - Data: 11 czerwca 2013 - Wydawca: Century Media Records       | —  |                 |
| Malevolence                 | - Data: 2 października 2015 - Wydawca: Another Century Records | 45 | - USA: 10 tys.+ |
| „–” album nie był notowany. |                                                                |    |                 |

Minialbumy
| Tytuł                | Dane dot. albumu                                       |
| -------------------- | ------------------------------------------------------ |
| New Years Day        | - Data: 11 listopada 2006 - Wydawca: TVT               |
| The Mechanical Heart | - Data: 21 czerwca 2011 - Wydawca: Hollywood Waste     |
| Epidemic             | - Data: 18 listopada 2014 - Wydawca: Grey Area Records |

## Teledyski
| Tytuł                               | Rok  | Reżyseria                        | Album                |
| ----------------------------------- | ---- | -------------------------------- | -------------------- |
| „Ready Aim Misfire”                 | 2005 | —                                | My Dear              |
| „I Was Right”                       | 2007 | Shane Drake                      | My Dear              |
| „Two In the Chest, One In the Head” | 2011 | —                                | The Mechanical Heart |
| „Angel Eyes”                        | 2013 | Justin Lutsky                    | Victim to Villain    |
| „The Other Side”                    | 2014 | Anthony Barro                    | Epidemic             |
| „Defame Me”                         | 2014 | Robyn August                     | Epidemic             |
| „Kill Or Be Killed"                 | 2015 | Robyn August                     | Malevolence          |
| „Malevolence"                       | 2015 | Chad Michael Ward, Damien Lawson | Malevolence          |
| „I'm About to Break You”            | 2016 | Robyn August                     | Malevolence          |
| „Your Ghost"                        | 2016 | Saint Raven                      | Malevolence          |

## Nagrody i wyróżnienia
| Rok  | Kategoria                             | Tytułem      | Nagroda         | Nota | Źródło |
| ---- | ------------------------------------- | ------------ | --------------- | ---- | ------ |
| 2015 | Best Video (Presented by Kerrang! TV) | „Angel Eyes” | Kerrang! Awards | Laur | [ 10 ] |